# Kejsarkult

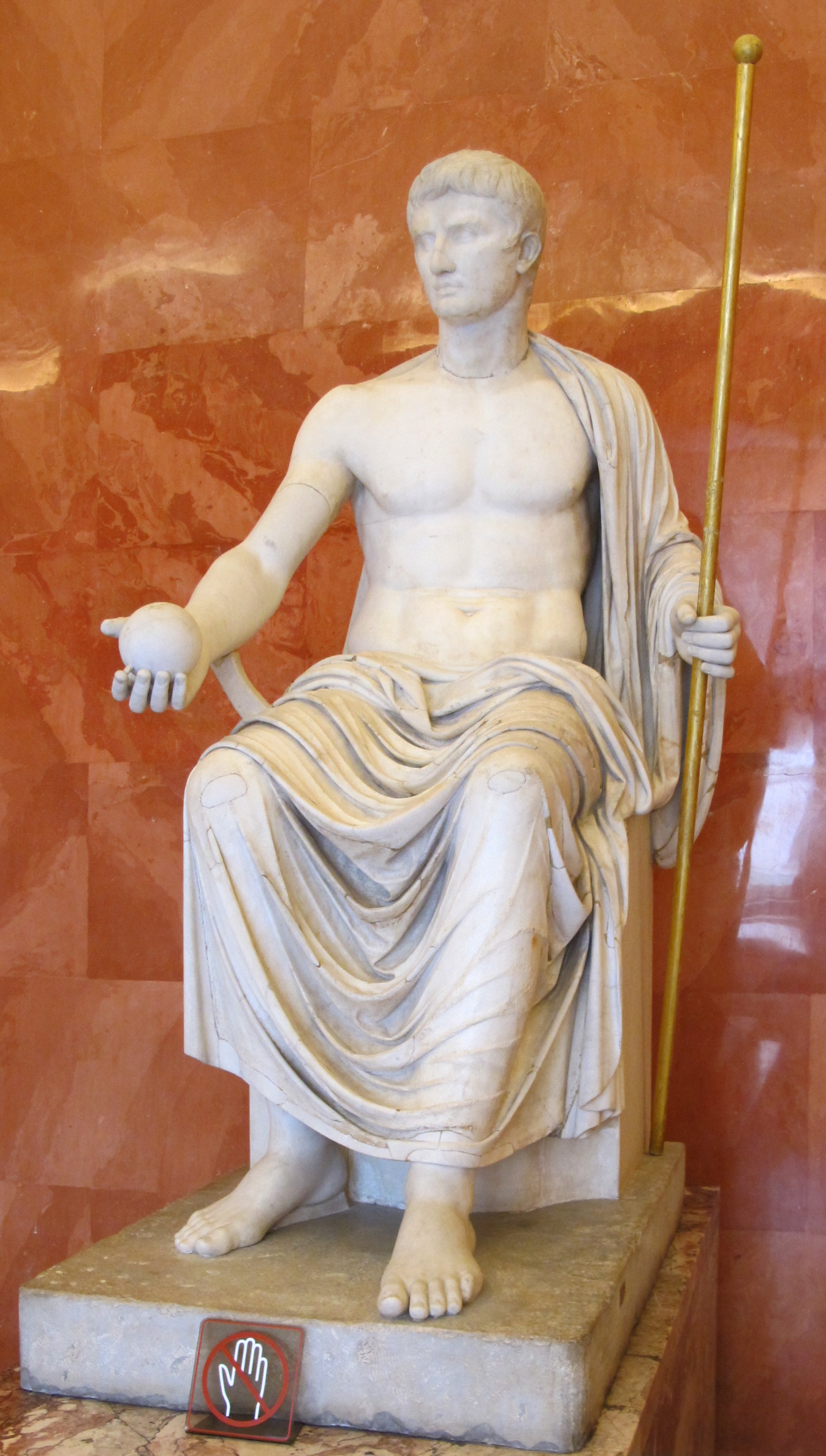
Kultstaty av kejsar Augustus.

Kejsarkult (även kallad kejsardyrkan) är en form av personkult som innebär en dyrkan av en kejsare eller annan monark som en gud.

## Egypten
Faraonerna i Egypten betraktades som levande gudar; var och en sågs som sin generations inkarnation av guden Horus, son till Osiris och Isis.  Storkonungarna i Perserriket fordrade efterhand att bli dyrkade som gudar. Den grekiska dynasti som efterträdde Alexander den store i Egypten legitimerade sin makt genom att låta sig dyrkas i kulten av Alexander den store. 

## Romerska riket
Kejsarkulten var under den så kallade kejsartiden officiellt påbjuden från Romerska rikets makthavare. Romarrikets diktator Julius Caesar blev aldrig varken kejsare eller dyrkad som gud men hans adoptivson Octavianus (även känd som Augustus) blev det. Octavianus proklamerade att Julius Caesar efter sin död hade upptagits bland gudarna och kallade sig själv den "gudomlige sonen". Under kejsartidens första 150 år fanns det en kult runt kejsarna men de kunde förklaras som gudar först efter sin död. Detta ändrades dock från och med andra hälften av 100-talet. Kulten kring kejsarna blev en slags statsreligion och offer till kejsarna blev obligatoriskt, vid äventyr av dödsstraff. Detta betraktades som en form av medborgarskapsförklaring om trohet mot och legitimering kejsarmakten. Denna ordning var omstridd främst inom aristokratin. Kejsarkulten blev också grunden för förföljelse av de alltmer talrika kristna, då dessa på grund av sin monoteism vägrade erkänna andra än sin egen gud, medan personer av övriga religioner i romarriket inte hade samma principiella problem.   
Både män och kvinnor kunde tjänstgöra som präster i kulten: de manliga hade titeln Flamen/Sacerdos Divi Augusti och de kvinnliga Flaminica/Sacerdos Divae Augustae. Dessa valdes av den lokala myndigheten (I själva staden Rom tillhörde de kejsarhuset) och hade en tjänstgöringsperiod på ett år, varefter de fick hederstiteln perpetuus/a.
Kejsardyrkan blev liksom övriga religioner i romarriket förbjudna när religionsfriheten avskaffades under förföljelserna av hedningarna vid införandet av kristendomen, som blev statsreligion i slutet av 300-talet. Då kyrkan knöts till staten förblev kejsarens inflytande över religionen starkt. Från att ha varit en gud blev kejsarna istället den av gud utvalde, som skulle härska över undersåtarna - en ordning som legitimerade kungligt och kejserligt envälde i många länder, i Rysslands fall ända in på början av 1900-talet. 

## Modern tid
Det sista landet i världen där härskaren själv betraktades som en gud var Japan, den kejsaren ansågs härstamma från solgudinnan Amaterasu. Först efter Japans nederlag i andra världskriget 1945 avsade sig dåvarande kejsaren Hirohito sin gudomlighet.